# Arne N. Vigeland

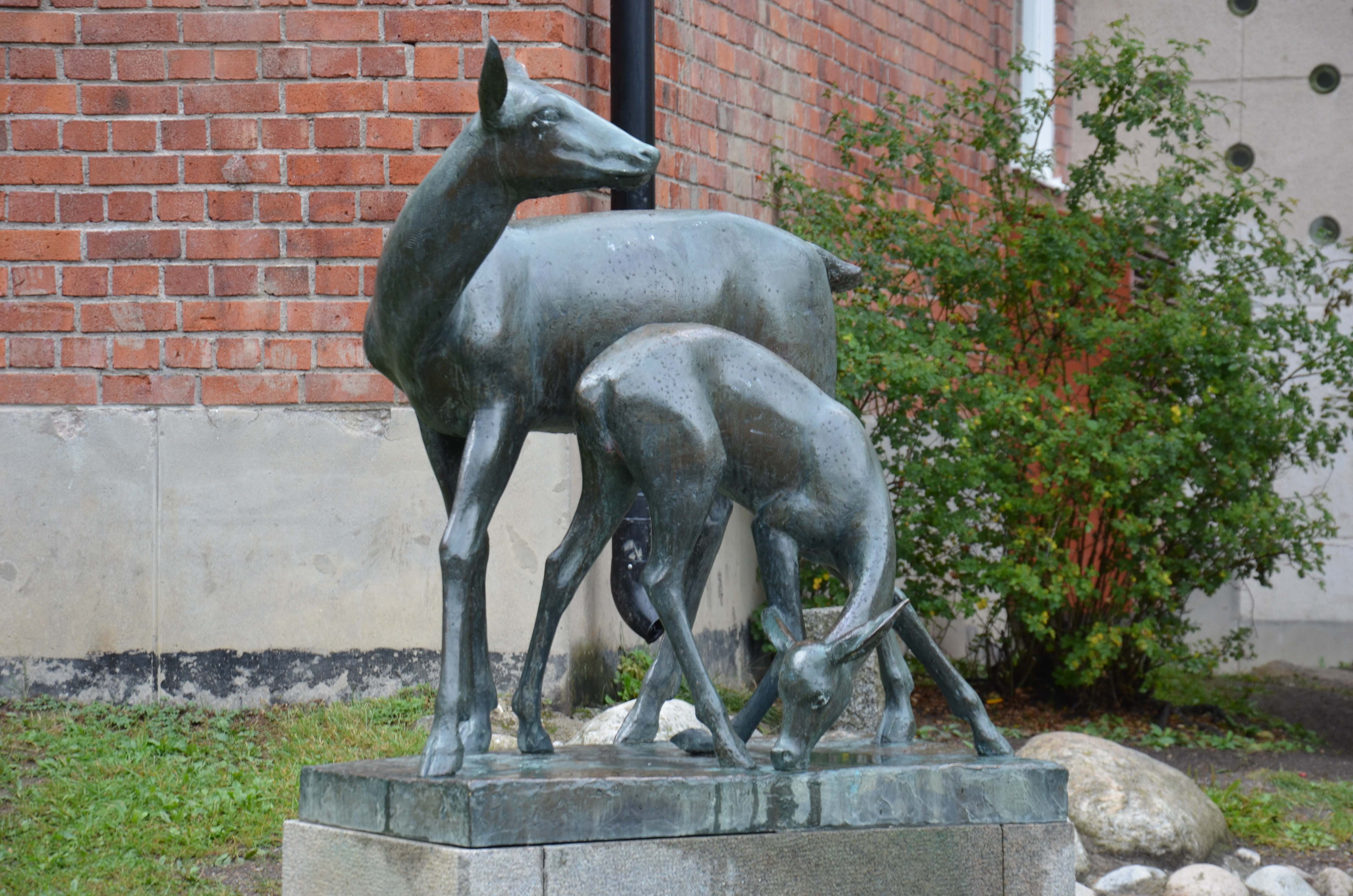
Hjorhind med kalv vid Blackebergsskolan i Stockholm

Arne Nikolai Vigeland, född 3 juli 1900 nära Vigeland i Lindesnes kommun i Norge, död 11 oktober 1983 i Oslo, var en norsk skulptör.

## Familj
Arne Vigeland var son till Nils Nilsen Vigeland (1865–1961) och Andrea Mathilde Aanensen (1873–1940). Han flyttade till Oslo omkring 1920 och var anställd i postverket i 50 år. Arne N. Vigeland gifte sig 26 april 1928 med avdelningschefen i Postverket, Nora Fjære (1900–79), dotter till läraren och redaktören Kristian Fjære (född 1860) och Kristine ("Stina") Eriksen (född 1864). Han var kusinson till Gustav Vigeland (1869–1943) och hans bror Emanuel Vigeland (1875–1948). 
Vigeland är en tätort i Norge, centralort i Lindesnes kommun i Vest-Agder fylke. Från Vigeland stammade konstnärssläkten Vigeland, vars mest kända medlemmar var skulptören Gustav Vigeland (född Thorsen) samt brodern, likaledes skulptören Emanuel Vigeland. Gustav Vigeland är mest känd för skulpturparken Vigelandsanlegget i Frognerparken i Oslo. Emanuel Vigelands dotter, Maria Vigeland, var också verksam som skulptör. Arne N. Vigeland utförde en porträttbyst i brons av författaren Nils Pedersen Vigeland. Det var en gåva av Olav Njerve till Vigeland i Lindesnes kommun år 1976.

## Djurskulpturer
Arne N. Vigeland utmärkte sig speciellt med sina talrika djurskulpturer, flera av dem placerade som prydnader i parker, gator och torg i norska städer och samhällen. De är realistiskt skulpterade, men de bästa av dem kombinerar detta med en elegant linjeföring och en säker känsla för komposition, som till exempel Kronhjortar på Eidsvolls torg i Oslo. Vigeland hade stor arbetskapacitet och kunde i över 40 år kombinera sin anställning i Postverket med ett produktivt arbete som skulptör.

## Studier
Arne Vigeland växte upp på landet, men efter "middelskoleeksamen" i Mandal i Vest-Agder fylke var han postelev i Mandal från 1917 och avlade postexamen 1920. Samma år fick han anställning i Postverket i Kristiania (Oslo) och var anställd på heltid till omkring 1950, därefter på deltid till 1963. Hans stora dröm var att bli målare. 1920–1923 studerade han måleri vid Statens Håndverks- og Kunstindustriskole (SHKS), men måste avbryta till följd av allergi mot terpentin. I stället tog han upp modellering vid SHKS under bildhuggaren Torbjørn Alvsåker 1927–1928, därefter vid Statens kunstakademi under den norske skulptören Wilhelm Rasmussen (1879-1965) under åren 1928–1930 och våren 1931. Vigeland blev bosatt i Oslo livet ut, från 1958 i konstnärsboende med ateljé på Ekely.

## Resestipendium
Arne Vigelands konstnärliga produktion präglas på lång på väg av hans audiovisuella kontinuitet. Grunden var det klassiska idealet, som inpräntades av Rasmussens utbildning och inspirationskälla från realistisk skulptur, och intresset för djurmotiv. Med stipendiet, reste han till Tyskland 1934-1935 och till Tjeckoslovakien, Belgien och Frankrike och studerade flitigt i djurparker som Hagenbecks djurpark i Hamburg. Resultaten, både av teckningar och skulpturer, visade han upp på kollektivutställningar som Høstutstillingen år 1931. Den största lyckan gjorde han sina studier av hjortdjur, flera av dem ledde till uppdrag i offentlig skulptur. Det är dekorativa arbeten, men de bäste tillför något mer, som Kronhjort i Kristiansund, djuret med sin stolta hållning präglar den idylliska omgivningen, likt ett monument i landskapet.

## Uppdrag
Arne Vigelands första separatutställning, i Mandal konstförening 1947, ledde till flera uppdrag om krigsminnesmärken, Monument over falne i hembygden Sør-Audnedal.
Fram till omkring år 1960 blev Vigeland i stort sett väl mottagen av kritikerna för sina djurskulpturer. Men etter hvert ble de av enkelte kritisert som gjentakelser. Han försökte sig emellertid också på andra motiv och material, som keramiska väggdekorationer för flera av Postverkets kontor, monument av anekdotisk karaktär som Piken med laksen, På stripa på 1950-talet, och Halden-søylen med sin lätt abstrakta framställning av flammor och två kvinnor i vridrörelse, till minne av branden och avverkningen av svenska truppers belägring av staden Halden år 1716.
Arne Vigeland uppnådde en första- och en tredjepremie i en tävling om offentlig utsmyckning. Han var med bland stiftarna av Norsk billedhuggerforening 1946 och hade flera förtroendeuppdrag, bland annat var han styrelsemedlem i samma förening 1946–1949 och 1951–1963 och vice redaktör i Bildende Kunstneres Styre under åren 1957–1963.

## Verk i urval[5]
- Monument over falne, granit, Valle kirke, Sør-Audnedal, 1948.[6][7]
- Monument over falne postfolk, marmor, Hovedpostkontoret, Oslo, 1949.
- Hjorthind med kalv, brons, Rådhusparken, Haugesund, 1951.
- Hjorthind med kalv, brons, vid Blackebergsskolan, Bromma, Stockholm, 1951.
- Sorgen og savnet (krigsminnesmärke), granit, Larvik, 1952.
- Kronhjort i sprang, brons, statyettgrupp, NG,[förtydliga] 1956.
- Kronhjorter, brons, på Eidsvolls plass i Oslo, 1958.
- Kronhjort, brons, Rolighetsdammen, Kristiansund, 1961.
- Postrytter, posthusets vägg, Arendal, 1961.
- Piken med laksen, eloxerad aluminium, vid bron Bybroa i Mandal, 1963.
- Halden-søylen, brons och syrafast stål, vid bron Bybroa i Halden, 1965.
- Lek vid Gravene, Kristiansand, 1967.
- Roald Amundsen, staty av polarforskaren Roald Amundsen, brons, vid Amundsens hem "Uranienborg" på Svartskog i Oppegård kommun, 13 km sydöst om Oslo i regionen Follo i Akershus fylke, Norge, 1972.
- Rådjursgrupp, brons i Vigeland, Vigelands centrum. Beställt av Lindesnes kommun år 1973 och gåva av Lindesnes Kulturråd.[8]
- På stripa i 50-årene, brons, vid biblioteket, Kristiansand, 1974.
- Porträttbyst av Nils Pedersen Vigeland, brons, gåva av Olav Njerve till Vigeland, Lindesnes kommun, 1976.[9]
- Porträttbyst av Roald Amundsen, framför polarskeppet "Gjøa" vid Frammuseet på Bygdøy, Oslo, 1976.
- De første skritt vid Vigmostad skola, gåva från konstnären till Lindesnes kommun, 1983.
- Elgkalv og jerv, keramisk relief, vid Omsorgscentret på Vigeland, Lindesnes, 1990.[10]
- Ka heit du då eller Vigelandsgutten, Vigeland centrum, Lindesnes, 1998.[11]
- Aatmot-statuetten, statyett som delas ut till personer eller institutioner som har gjort en framstående insats i eller för norsk film.
- Haldensøylen, Minnestavla i järn på Olav V:s gate i Halden med inskrift "Her laa i 1716 Peder Colbjörnsens hus." Storlek 70 cm lång och 35 cm hög.[12]

Flera arbeten finns i Kristiansand, Drammen och i Lindesnes kommun.
En större samling gipsfigurer testamenterades till Kristiansand kommun, med uppgift om att samlingen skulle vara tillgänglig för publik och kunna användas vid stadens skolor. Verken fanns länge i Kruthuset på Lagmansholmen i Kristiansand, men deponerades 2011 till Kulturttorvet i Lindesnes.